# Isabelle Delobel

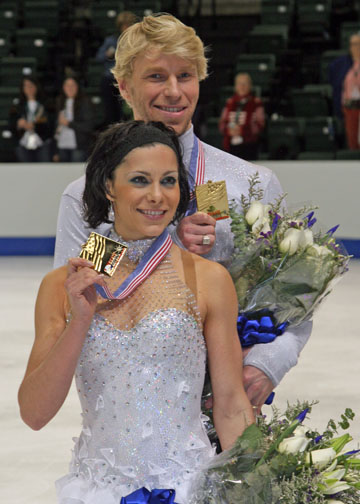
Isabelle Delobel

Isabelle Delobel (Clermont-Ferrand, 17 juni 1978) is een in Franse kunstschaatsster.
Delobel is sinds 1990 actief in het ijsdansen. Haar vaste sportpartner is Olivier Schoenfelder en zij worden gecoacht door Muriel Zazoui en Romain Haguenauer.

## Loopbaan
In 1996 waren Delobel en Schoenfelder de zilverenmedaillewinnaars tijdens het WK junioren. Op het EK van 2005 werd middels de bronzen medaille het eerste eremetaal op een senioren kampioenschap behaald. Op het EK van 2007 werd de eerste internationale titel behaald, werd op het EK van 2008 een zilveren medaille behaald en op het WK van 2008 de wereldtitel. Eind 2008 werd Delobel aan haar schouder geopereerd en werden alle kampioenschappen in het seizoen 2008/09 overgeslagen. Op het eerst volgende kampioenschap, de Olympische Winterspelen van 2010, werden ze zesde.
Delobel en Schoenfelder zijn getrouwd, maar niet met elkaar. Delobel kreeg eind 2009, drie maanden voor haar deelname aan de Spelen, haar eerste kind, een zoontje. Isabelle's tweelingzus Veronique Delobel heeft in het verleden eveneens op internationaal niveau aan kunstschaatsen gedaan.

## Persoonlijke records
|                        | punten | datum      | toernooi |
| ---------------------- | ------ | ---------- | -------- |
| Hoogste totaalscore    | 212.94 | 21-03-2008 | WK 2008  |
| Hoogste verplichte kür | 41.25  | 22-01-2008 | EK 2008  |
| Hoogste originele kür  | 67.25  | 20-03-2008 | WK 2008  |
| Hoogste vrije kür      | 110.39 | 18-03-2005 | WK 2005  |

## Belangrijke resultaten
| Kampioenschap           | 94/95 | 95/96  | 96/97 | 97/98 | 98/99 | 99/00  | 00/01  | 01/02 | 02/03 | 03/04 | 04/05 | 05/06 | 06/07 | 07/08  | 08/09 | 09/10 |
| ----------------------- | ----- | ------ | ----- | ----- | ----- | ------ | ------ | ----- | ----- | ----- | ----- | ----- | ----- | ------ | ----- | ----- |
| Olympische Spelen       |       |        |       |       |       |        |        | 16e   |       |       |       | 4e    |       |        |       | 6e    |
| Wereldkampioenschap     |       |        |       | 18e   | 14e   | 11e    | 13e    | 12e   | 9e    | 6e    | 4e    | 5e    | 4e    | Goud   |       |       |
| Europees Kampioenschap  |       |        |       | 15e   | 12e   | 9e     | 10e    |       | 7e    | 4e    | Brons | 4e    | Goud  | Zilver |       |       |
| Nationaal Kampioenschap |       |        | 4e    | 4e    | Brons | Zilver | Zilver |       | Goud  | Goud  | Goud  | Goud  | Goud  | Goud   |       |       |
| WK junioren             | 4e    | Zilver |       |       |       |        |        |       |       |       |       |       |       |        |       |       |
| NK Junioren             | Brons | Goud   |       |       |       |        |        |       |       |       |       |       |       |        |       |       |